# Zygène du trèfle
Zygaena trifolii
Espèce
La Zygène du trèfle, Zygaena trifolii (aussi appelée Zygène des prés ou Zygène des cornettes), est une espèce de lépidoptères (papillons) de la famille des Zygaenidae et de la sous-famille des Zygaeninae.

## Description
La zygène du trèfle a une envergure variant de 30 à 40 mm. Elle possède des ailes antérieures d'une couleur noir bleuâtre avec cinq taches rouges alors que les ailes postérieures seraient entièrement rouges si elles n'avaient une bordure externe noire.

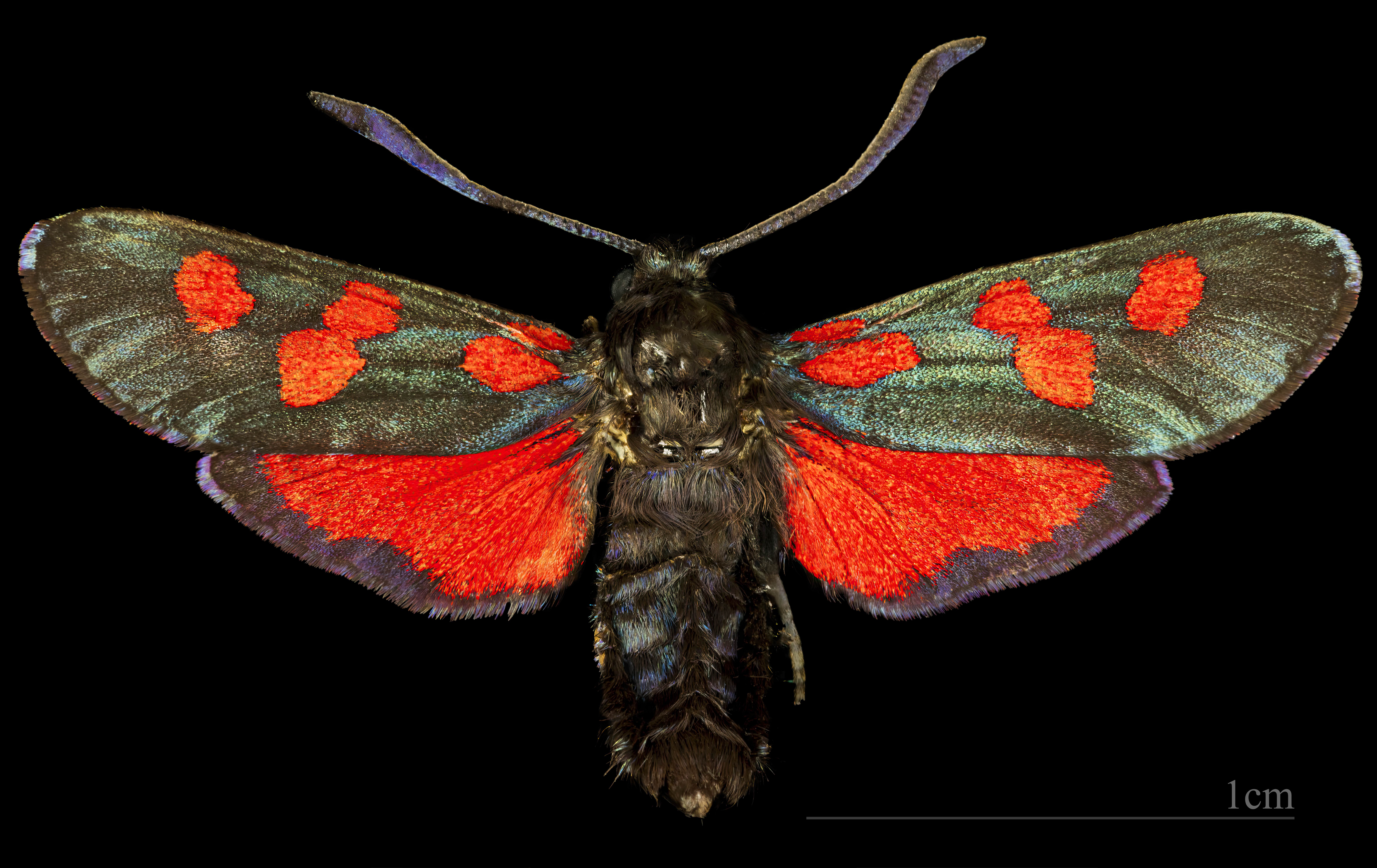
♂  MHNT
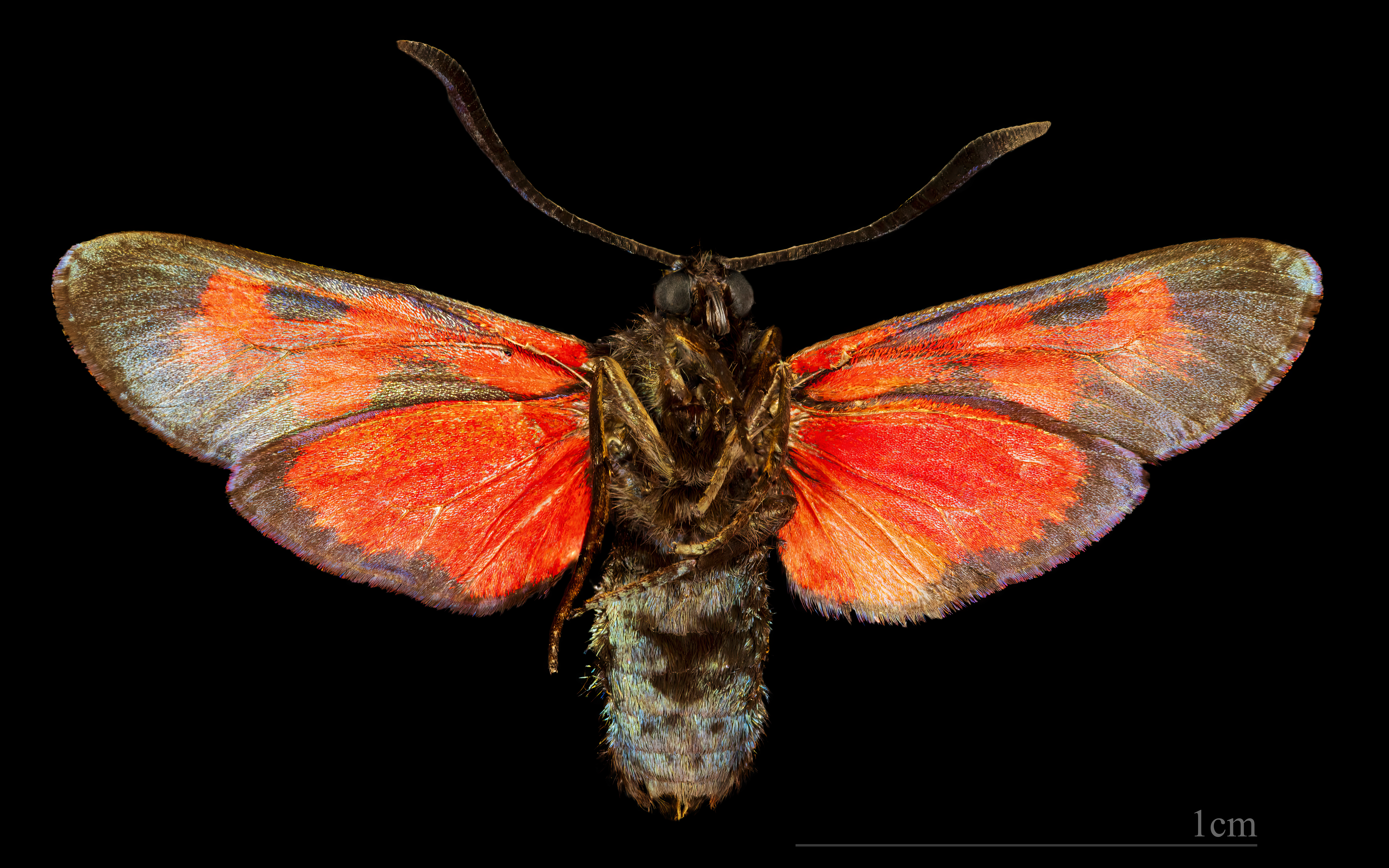
♂ △
♀
♀ △

Son vol est lent et sonore, car elle émet un bourdonnement causé par le système de vol stationnaire vibrant qu'elle utilise.
Son cycle vital est univoltin, les adultes actifs le jour, volent généralement de juin à août.

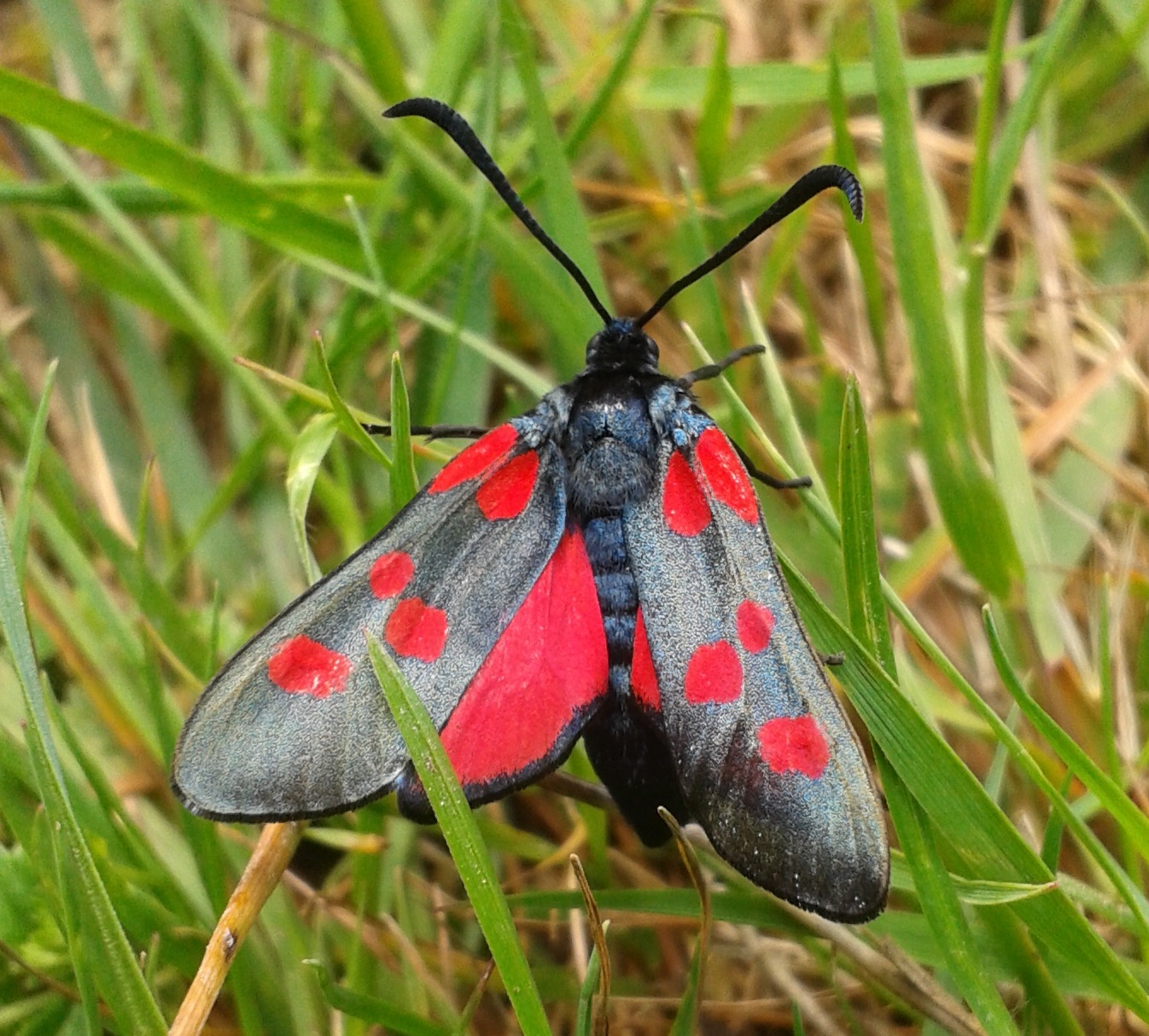
Zygène du trèfle

## Alimentation
Cette espèce butine les fleurs typiques des zygènes ainsi que les trèfles.
Sa chenille se nourrit principalement de lotiers (Lotus) : lotier corniculé (Lotus corniculatus), lotier des marais (Lotus uliginosus), lotier-pois (Lotus maritimus), ainsi que de divers trèfles (Trifolium) comme le trèfle des prés (Trifolium pratense), le trèfle faux-pied d'oiseau (Trifolium ornithopodioides), etc.

## Répartition
La Zygène du trèfle est présente en Europe, du Portugal à la Pologne, à la Biélorussie, elle manque en Écosse, en Scandinavie et dans la moitié orientale de l'Europe à partir de l'est de l'Autriche. Elle est présente en Afrique du Nord.

## Habitat
Cette espèce vit dans les prairies humides, les terres basses du littoral, les marais et les rivages des cours d'eau. Elle affectionne aussi les terrains calcaires et les bords des chemins. Elle peut atteindre plus de 2 000 mètres d'altitude.